# Гаражен рок
Гаражният рок е прост и енергичен стил в рок музиката, достигнал своя разцвет в средата на 60-те години на XX век, най-вече в Северна Америка.
Той се характеризира с базови акордни структури, свирени най-често на електрическа китара, понякога модифицирани чрез дисторшън, както и с опростени и понякога агресивни текстове и начин на представянето им. Дължи името си на представата, че често е изпълняван от млади любители, репетиращи в семейния гараж, макар че много от успешните групи са професионални.